# Gewöhnliche Haubennetzspinne
Die Gewöhnliche Haubennetzspinne (Phylloneta impressa), auch Braunweiße oder Braune Kugelspinne genannt, ist eine Spinnenart aus der Familie der Kugelspinnen (Theridiidae).

## Aussehen
Die Weibchen von Phylloneta impressa erreichen eine Körpergröße von 3,5 bis 5,5 Millimetern, die Männchen nur 3,5 bis 4 Millimeter. Der Vorderkörper (Prosoma) ist gelbbraun gefärbt. Auf ihm befindet sich ein dunkler Mittelstreifen. Er wird zum Augenbereich hin etwas breiter, erreicht die Augen jedoch nicht ganz. Der gesamte Vorderkörper ist dünn dunkelbraun umrandet.
Der kugelförmige Hinterkörper (Opisthosoma) hat eine weiße Grundfärbung. Darauf findet sich in der Mitte ein breiter, meist rötlicher Längsstreifen. Seitlich davon befinden sich breite dunkelbraune bis schwarze Längsstreifen. Diese werden von drei oder vier dünnen weißen Querstreifen unterbrochen, die zudem außen leicht nach hinten weisen.
Die Beine sind hellbraun und an den Gelenken dunkelbraun geringelt.

### Ähnliche Arten
Phylloneta impressa ist einigen anderen Arten der Gattung sehr ähnlich (z. B. Phylloneta sisyphia) und kommt zudem in sehr ähnlichen Lebensräumen wie diese vor. Die Arten können deshalb im Zweifelsfall nur anhand der Geschlechtsorgane sicher unterschieden werden.

## Verbreitung
Phylloneta impressa ist in der gesamten Holarktis verbreitet. Sie bevorzugt offene und trockene Lebensräume und ist dort meist nicht selten.

## Lebensweise
Phylloneta impressa baut ein typisches Haubennetz an nicht zu hohen Pflanzen, die ansonsten frei stehen. Dabei wird die Spitze der Pflanze mit wirren Fäden versponnen. Oben in der Mitte werden die Fäden dichter gesponnen, so dass sich ein nach unten offener und nach oben mit Hilfe von Pflanzenteilen abgeschirmter Schlupfwinkel ergibt. Dort hält sich die Spinne die meiste Zeit auf.

### Beutefang
Im Netz eingesponnen sind klebrige Fangfäden, die nur lose mit dem Untergrund verbunden sind. Wenn ein Beuteinsekt sich an einem solchen Faden verfängt, dann löst er sich, und die Beute baumelt hilflos in der Luft. Beim Versuch, sich zu befreien, berührt die Beute weitere Fangfäden und verfängt sich so immer weiter im Netz. Die alarmierte Spinne eilt herbei und spinnt die Beute meist noch weiter ein, bevor sie sie mit einem Giftbiss lähmt. Die Beute wird dann zum Schlupfwinkel transportiert und dort verspeist.

### Brutpflege
Nach der Paarung und Entwicklung der Eier baut das Weibchen einen grau-türkisen Eikokon und platziert diesen im Schlupfwinkel. Dort wird er bewacht, bis die Jungspinnen schlüpfen.
Phylloneta impressa stellt eine Besonderheit unter den Spinnen dar. Sie ist eine der wenigen Arten, die eine Brutpflege betreibt, die weit über das Bewachen des Kokons hinausgeht. Nach dem Schlüpfen bleiben die Jungspinnen noch einige Zeit im Netz der Mutter. In dieser Zeit werden sie mit einer speziellen Nährflüssigkeit von der Mutter von Mund zu Mund gefüttert. Diese Nährflüssigkeit wird von der Mutter hervorgewürgt (Regurgitation) und besteht aus vorverdauter Nahrung und Zellen der Eingeweide der Mutter. Die Jungspinnen stimulieren die Mutter durch Berührung zum Hervorwürgen der Flüssigkeit, und mehrere Jungspinnen saugen den Tropfen der abgegebenen Nahrung auf. Diese direkte Fütterung des Nachwuchses endet mit der ersten Häutung der Jungspinnen.
Im weiteren Verlauf wird der Nachwuchs nicht mehr direkt gefüttert, frisst aber an der Beute der Mutter mit. Erst später werden die Jungspinnen aus dem Netz der Mutter vertrieben, und sie verbreiten sich in der Umgebung.
Die Fütterung durch die Mutter wurde nachgewiesen, indem man mit radioaktivem Phosphor markierte Beutetiere nach dem Kokonbau im Netz platzierte. Zunächst war nur die Beute radioaktiv, und nach dem Fressen auch das Alttier. Die später geschlüpften Jungtiere waren noch nicht radioaktiv. Erst nach der Fütterung der Jungen durch die Mutter war Radioaktivität bei beiden nachweisbar.